# Radiotelèfon mòbil

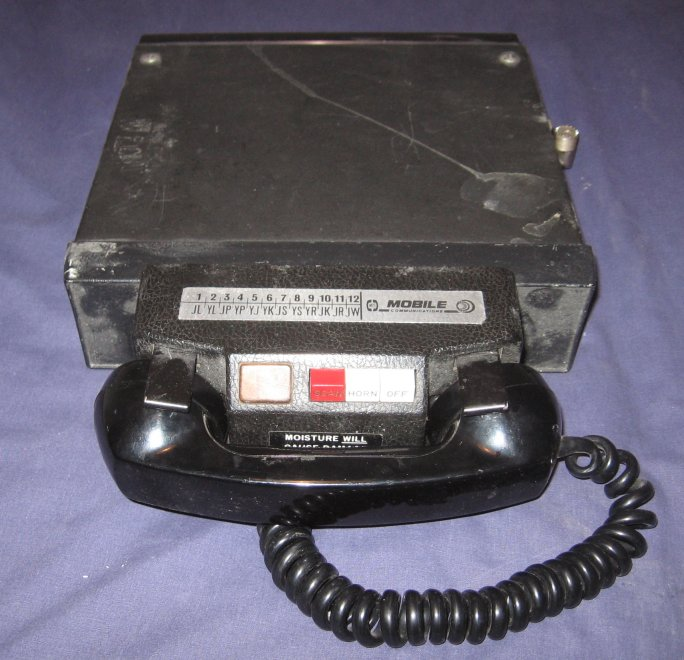
Un radiotelèfon mòbil.

Els sistemes de radiotelèfon mòbil (de l'anglès: Mobile Radio Telephone) eren sistemes telefònics sense fil que van precedir la tecnologia de telefonia mòbil. Atès que van ser els predecessors de la primera generació de telèfons mòbils, aquests sistemes es denominen de vegades, amb caràcter retroactiu, «sistemes pre-cel·lulars», o de vegades, «sistemes de generació zero» (0G).
Les tecnologies utilitzades en els sistemes pre-cel·lulars incloïen els sistemes Push to Talk (PTT o manual), Mobile Telephone Service (MTS), Improved Mobile Telephone Service (IMTS) i Advanced Mobile Telephone System (AMTS). Aquests primers sistemes de telefonia mòbil es distingeixen dels anteriors sistemes radiotelefònics tancats en què estaven disponibles com un servei comercial que formava part de la xarxa telefònica pública commutada, amb els seus propis números de telèfon, en lloc de formar part d'una xarxa tancada com un sistema de ràdio policial o el servei radio-taxi.
Aquests telèfons mòbils solien muntar-se en cotxes o camions (pel que es deien telèfons de cotxe), encara que també es fabricaven models de maletí. Normalment, el transceptor (transmissor-receptor) es muntava al maleter del vehicle i s'acoblava a el capçal (dial, pantalla i auricular) muntat prop del seient del conductor.
Es venien a través d'WCC (Wireline Common Carriers, és a dir, companyies telefòniques), RCC (Ràdio Common Carriers) i distribuïdors de ràdios bidireccionals.
Algunes fites d'aquesta tecnologia van ser:
- Motorola, juntament amb Bell System, va explotar el primer servei comercial de telefonia mòbil (MTS) als Estats Units el 1946, com un servei de la companyia telefònica amb fil.
- El primer sistema automàtic va ser el IMTS de Bell System, que va estar disponible el 1964 i oferia marcació automàtica des de i cap al mòbil.
- Televerket va inaugurar el seu primer sistema manual de telefonia mòbil a Noruega el 1966. Més tard, Noruega va ser el primer país d'Europa en disposar d'un sistema automàtic de telefonia mòbil.